# Charles Hervé Wénézoui
Charles Hervé Wénézoui est un diplomate centrafricain né en 1949 et décédé le 16 avril 2007 à Paris à l'âge de 58 ans.
Il est une grande figure de la diplomatie centrafricaine des 20 dernières années. Docteur en droit international et titulaire d'un diplôme de troisième cycle de diplomatie.
Charles Hervé Wénézoui est ministre plénipotentiaire, il a occupé d'importants postes de responsabilité dans l'administration centrafricaine, à savoir :
- Directeur des Affaires politiques au ministère des Affaires étrangères,
- Ambassadeur itinérant,
- Directeur de cabinet à la primature,
- Conseiller diplomatique,
- Secrétaire d'état aux Affaires étrangères (deux fois),
- Ministre des Affaires étrangères et de la Francophonie,
- Secrétaire général de la Présidence de la République depuis juin 2005 jusqu'à son décès le 16 avril 2007.